# Rio São Sebastião (vattendrag i Brasilien, Espírito Santo)
Rio São Sebastião är ett vattendrag i Brasilien.   Det ligger i delstaten Espírito Santo, i den sydöstra delen av landet, 900 km sydost om huvudstaden Brasília.
Omgivningarna runt Rio São Sebastião är en mosaik av jordbruksmark och naturlig växtlighet. Runt Rio São Sebastião är det ganska glesbefolkat, med 48 invånare per kvadratkilometer.